# 梁家勉
梁家勉（1908年—1992年），男，广东广州人，中国农史学家、图书馆管理专家。曾任中国图书馆学会常务理事。